# بهاری بی‌نظیر
بهاری بی‌نظیر (روسی: Неповторимая весна) یک فیلم درام روسی است که در سال ۱۹۵۷ منتشر شد. از بازیگران آن می‌توان به لئونید پارخامنکو و یوگنی لئونف اشاره کرد.